# Singapur Open 1964
Die Singapur Open 1964 im Badminton fanden vom 27. Februar bis zum 1. März 1964 in Singapur statt.

## Finalergebnisse
| Disziplin    | Sieger                     | Finalist                  | Ergebnis         |
| ------------ | -------------------------- | ------------------------- | ---------------- |
| Herreneinzel | Billy Ng                   | Khor Cheng Chye           | 15:6, 7:15, 15:5 |
| Dameneinzel  | Sylvia Tan                 | Lai Siew York             | 11:5, 11:7       |
| Herrendoppel | Tan Yee Khan Ng Boon Bee   | Lim Say Hup Tan Aik Huang | 15:12, 15:6      |
| Damendoppel  | Sylvia Tan Lai Siew York   | Woo Ti Soo Vivien Gwee    | 15:2, 15:6       |
| Mixed        | Tan Boon Liat Lim Choo Eng | Pang Kum Leong Lily Lim   | 15:5, 15:3       |